# Love Like Blood
Love Like Blood is een nummer van de Britse rockband Killing Joke. Het is de tweede single van hun vijfde studioalbum Night Time uit februari 1985. Op 25 januari dat jaar werd het numner eerst in het Verenigd Koninkrijk en Ierland op single uitgebracht. In februari volgden het Europese vasteland, Australië en Nieuw-Zeeland.

## Achtergrond
"Love Like Blood" werd een hit op de Britse eilanden, in Duitsland, het Nederlandse taalgebied en in Nieuw-Zeeland. De gothic rock plaat haalde in thuisland het Verenigd Koninkrijk de 16e positie in de UK Singles Chart. In Ierland werd de 30e positie behaald, Nieuw-Zeeland de 6e, Australië de 83e en in Duitsland de 24e. 
In Nederland werd de plaat in het voorjaar van 1985 veel gedraaid op Hilversum 3 en werd een gigantische hit in de destijds drie landelijke hitlijsten op de nationale publieke popzender. De plaat bereikte de 8e positie in de Nederlandse Top 40, de 5e positie in de Nationale Hitparade en de 9e positie in de TROS Top 50. In de Europese hitlijst op Hilversum 3, de TROS Europarade, werd de 37e positie bereikt.
In België bereikte de plaat de 10e positie in zowel de voorloper van de Vlaamse Ultratop 50 als de Vlaamse Radio 2 Top 30. In Wallonië werd géén notering behaald.
In de sinds december 1999 jaarlijks uitgezonden NPO Radio 2 Top 2000 van de Nederlandse publieke radiozender NPO Radio 2 stond de plaat in 2000 en 2009 genoteerd en van 2011 t/m 2024, met als hoogste notering een 554e positie in 2000.

## NPO Radio 2 Top 2000
| Nummer met noteringen in de NPO Radio 2 Top 2000 | '00 | '01-'08 | '09  | '10 | '11  | '12  | '13 | '14 | '15 | '16 | '17 | '18  | '19 | '20 | '21  | '22 | '23 | '24 |
| ------------------------------------------------ | --- | ------- | ---- | --- | ---- | ---- | --- | --- | --- | --- | --- | ---- | --- | --- | ---- | --- | --- | --- |
| Love Like Blood                                  | 554 | -       | 1227 | -   | 1169 | 1229 | 988 | 947 | 972 | 952 | 931 | 1036 | 984 | 993 | 1027 | 939 | 872 | 920 |

1. ↑  Een '-' betekent dat het nummer niet was genoteerd en een vetgedrukt getal geeft de hoogste notering aan.
2. ↑  2000 was het eerste jaar met een notering voor dit nummer.